# Giovanni da Vigo

Giovanni da Vigo

Giovanni da Vigo (n. 1450 - d. 1525) a fost medic și chirurg italian, unul dintre primii mari chirurgi militari.

## Biografie
Se naște la Rapallo.

Imagine din
Arte chirurgica compendiosa

Primele sale studii și observații medicale le întreprinde la spitalul Ospedale Pammatone din Genova, apoi se transferă la spitalul din Saluzzo.
Mai târziu revine la Genova, unde locuiește o bună perioadă, 1487 - 1495, pentru a-și practica profesia de medic-chirurg. În acest timp se ocupă și de botanică, studiind mai ales plantele medicinale.
Ultimii ani din viață îi petrece la Roma în slujba  papei Iulius al II-lea.

## Activitatea

### Contribuții
Se ocupă în special de rănile și traumatismele ce survin în acțiunile militare, mai ales de cele cauzate de arme de foc.
Tratează hemoragiile oprindu-le prin ligatura arterelor.
Construiește noi instrumente chirurgicale.
În sfera preocupărilor sale mai intră și: ulcerațiile, tumorile maligne și benigne, fracturile, dislocațiile, sifilisul.

### Scrieri
- 1514[3]: Practica copiosa in arte chirurgica ad filium Aloisium
- 1517: Practica in arte chirurgica compendiosa.

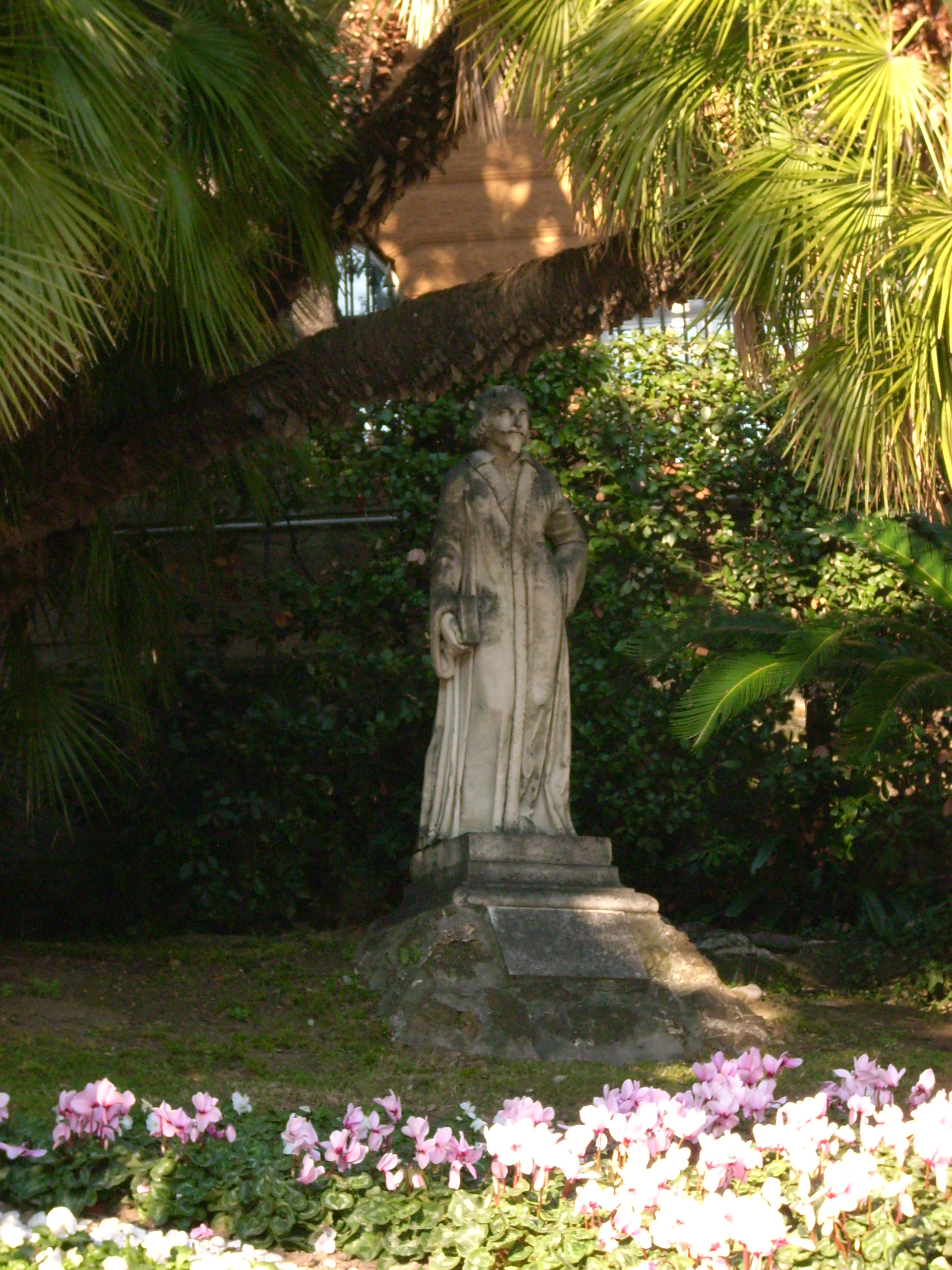
Statuia sa din Rapallo, Liguria

## Recunoștință și apreciere
Liceul clasic din Rapallo îi poartă numele.